# 훙타이좡역
훙타이좡역(중국어: 洪泰庄站)은 중국 펑타이구 칸단 가도 훙타이좡 마을 내 펑위로(丰裕路)와 류좡쯔로(刘庄子路) 교차로에 위치한 베이징 지하철 16호선의 지하철역이다. 이 역은 16호선 공사가 시작된 후 추가된 역으로, 2023년 12월 30일 16호선 나머지 잔여 구간과 함께 개장하였다.

## 역 구조

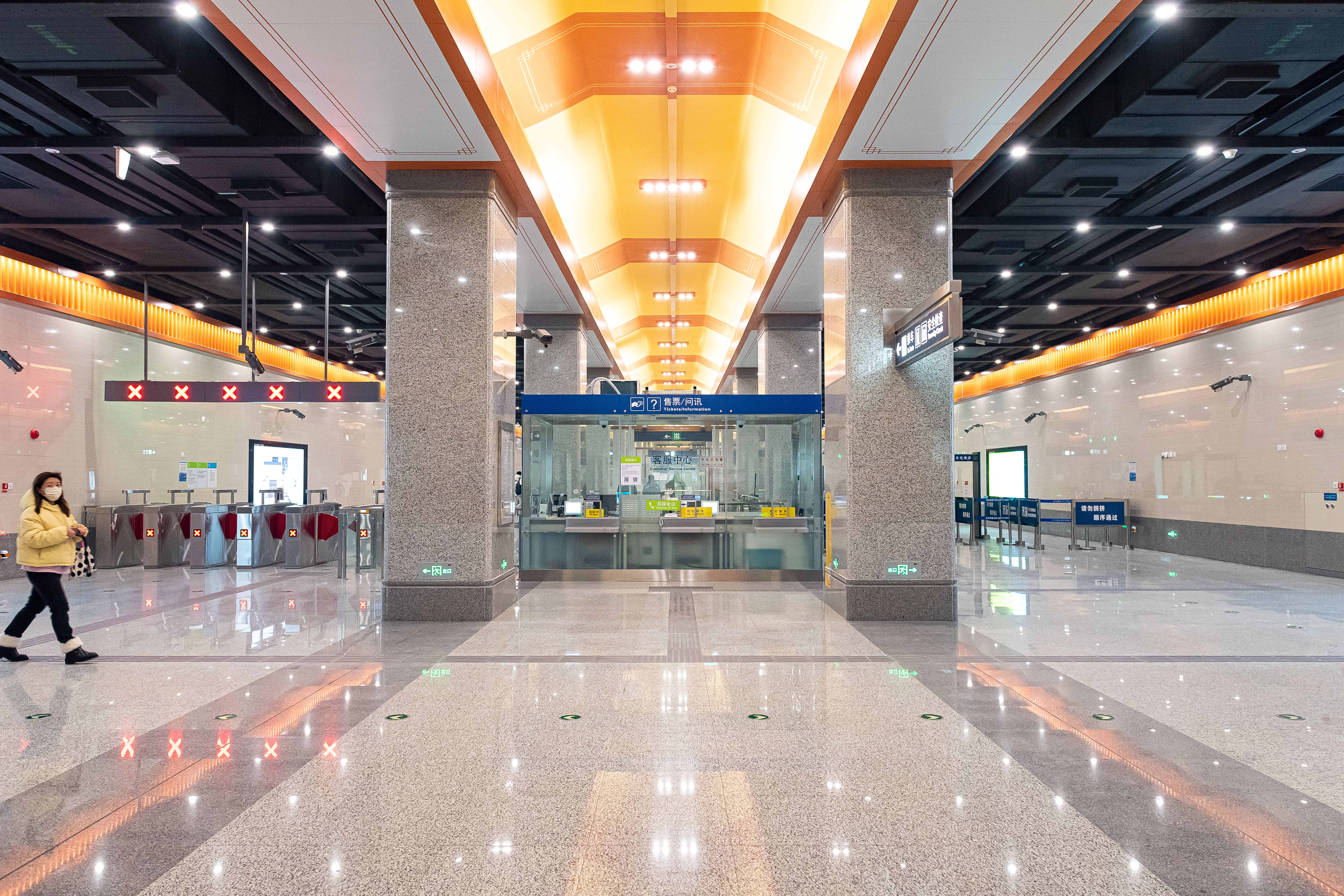
대합실

이 역은 류좡쯔로(刘庄子路)를 따라 동서로 건설된 3층 건물의 지하철역으로, 건축 면적은 17561.71㎡이고, 건축은 오픈 컷 방식을 채택하였다. 이 역은 3개의 출입구(2개의 입구 A, D는 초기 개방), 무장애 출입구가 1개 있다.

### 층별 구조
| 지면층   | 출입구                          | A-D출입구                         |
| 지하 1층 | 대합실                          | 고객센터, 자동발권기, 출입 게이트 |
| 지하 2층 | 장치계 층                       |                                   |
| 지하 3층 | ←                               | ■ 16호선 베이안허 방면 (위수좡)   |
| 지하 3층 | 섬식 승강장, 왼쪽 출입문이 열림 |                                   |
| 지하 3층 | →                               | ■ 16호선 완핑청 방면 (시·종착역)  |

## 출구
이 역은 개통 초기부터 출입구를 A, D 2개만 개방하였다.
|                         |                         |           |      |             |
| 출구                    | 지시                    | 출구 인근 | 사진 | 무장애 시설 |
| 出口 · A                | 류좡쯔로(刘庄子路) 북측 |           |      |             |
| 出口 · D                | 류좡쯔로(刘庄子路) 남측 |           |      | 빈칸        |
| 아이콘 설명: 엘리베이터 |                         |           |      |             |

## 역사

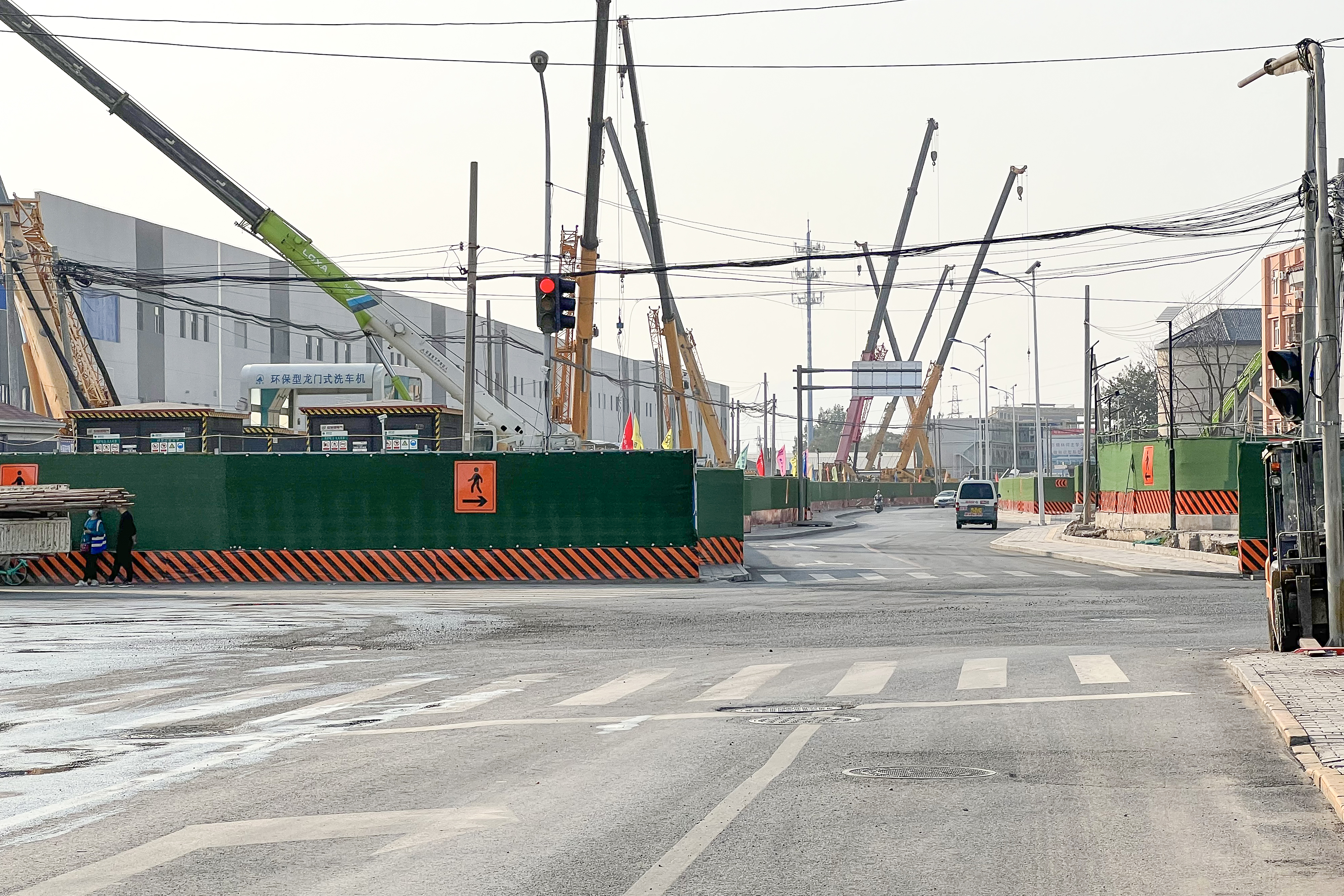
역 건설 현장, 남쪽에 위수좡 주차장 있음

역은 2022년 3월 공식적으로 공사를 시작하여 주요 구조물은 2023년 4월 21일에 완공되었다.。
2023년 12월 30일 첫 차를 시작으로 16호선 나머지 잔여 구간과 함께 개통되었다.

## 역명
이 역은 추가로 발표되었을 때 "위수좡베이역(중국어: 树庄北站)"으로 명명되었다.，2022년 9월 1일 발표된 《 철도 16호선(무시디역 ~ 완핑청역) 역 명칭 계획에 관한 고시 》에서는 훙타이좡역으로 제정되었다.
2022년 11월 1일, 이 역은 "훙타이좡역"으로 역명이 확정되었다.